# مصور احدی
مصور احدی (انگلیسی: Mosawer Ahadi؛ زادهٔ ۸ مارس ۲۰۰۰) بازیکن فوتبال اهل افغانستان است.
وی همچنین در تیم‌های ملی فوتبال Finland national under-17 football team و Finland national under-18 football team بازی کرده‌است.